# 桑迪胡克 (肯塔基州)
桑迪胡克（英語：Sandy Hook），是美国肯塔基州的一座城市。建立于1869年，面积约为2.6平方公里（1平方英里）。根据2010年美国人口普查，该市的人口为675人。